# はちぶんぎ座イオタ星
はちぶんぎ座ι星（はちぶんぎざイオタせい）は、はちぶんぎ座の恒星で5等星。5.83等のA星と6.75等のB星からなる二重星だが、連星系を成しているか否かは不明。
現在、天の南極から約4°離れた位置にあり、地球の歳差運動により、西暦2800年頃に天の南極に最も近くに見える恒星となる。ただし、肉眼で見える限度とされる6等級との区切りに近い明るさであり、天測航法には使えない。